# Virgínia Rosa

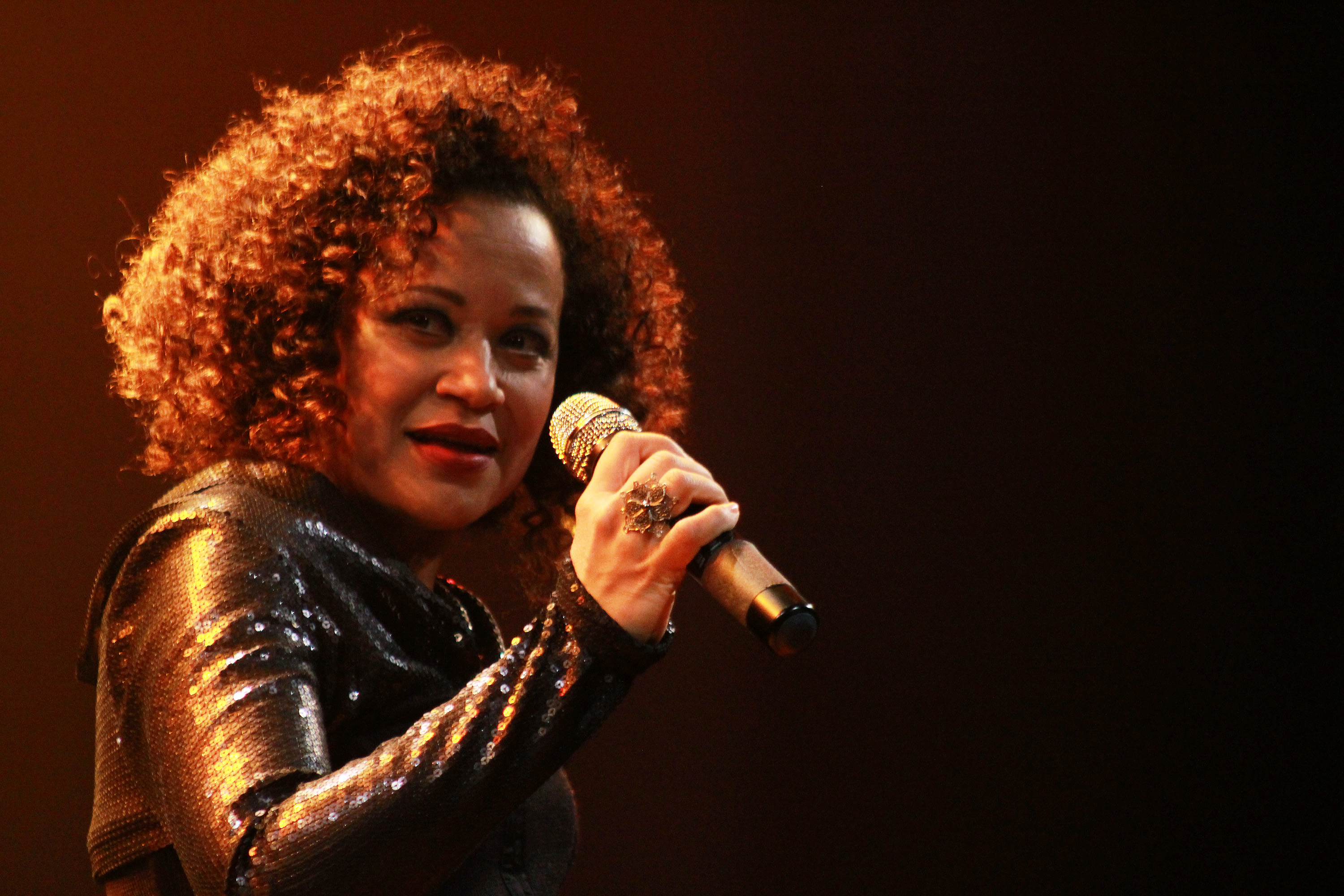
Virgínia Rosa (2011)

Virgínia Rosa (* 28. Dezember 1966 in São Paulo) ist eine brasilianische Sängerin.

## Leben
Virgínia Rosa wuchs in São Paulo auf und sammelte ihre ersten musikalischen Erfahrungen in der Band Grupo Lógica. Sie nahm Gitarrenunterricht bei Luiz A. Rondó Monteiro, über den sie Itamar Assumpção kennenlernte und daraufhin Mitglied in dessen Gruppe Banda Isca de Polícia wurde. In den 1980er Jahren wurde sie für sieben Jahre Sängerin der Gruppe Mexe com Tudo, mit der sie auf Tourneen in Großbritannien, Belgien, Niederlande und Frankreich war. Für ihr erstes eigenes Album Batuque aus dem Jahr 1997, auf dem unter anderem Kompositionen von Itamar Assumpção, Luiz Gonzaga oder Chico Science in eigenen Arrangements zu hören sind, wurde sie in Brasilien mit dem Prêmio Sharp als bedeutende Sängerin ausgezeichnet. Auf ihrem zweiten Album A Voz do Coração finden sich Aufnahmen von Stücken von Lenine, Herbert Vianna, Gilberto Gil oder Chico César. 2003 nahm sie zu Ehren der Sängerin Clara Nunes die CD Virgínia Rosa Canta Clara mit Stücken jener Sängerin auf. Sie wirkte mit dem Titel Sonho e Saudade an der Musik für den Film Bens Confiscados von Carlos Reichenbach mit. Es folgten 2006 das Album Samba a Dois und 2008 Baita Negão, unter Mitwirkung Martinho da Vilas, zu Ehren des Sängers, Komponisten, Malers und Schauspielers Monsueto Campos de Menezes. 2010 erschien die CD Voz e Piano zusammen mit dem Pianisten Geraldo Flach.
Die Musik Virgínia Rosas bewegt sich spielerisch zwischen den verschiedenen Musikstilen Brasiliens und modernen Elementen.

## Diskographie
- Virgínia Rosa: Batuque, 1997
- Virgínia Rosa: A Voz Do Coração, 2001
- Virgínia Rosa: Virgínia Rosa Canta Clara, 2003
- Virgínia Rosa: Samba a Dois, 2006
- Virgínia Rosa: Baita Negão, 2008
- Virgínia Rosa & Geraldo Flach: Voz & Piano, 2010
- Virgínia Rosa: Virgínia Rosa Canta Clara, 2015